# میشل پائو
میشل پائو (انگلیسی: Michelle Pao؛ زادهٔ ۱ سپتامبر ۱۹۹۲) بازیکن فوتبال اهل ایالات متحده آمریکا است.

وی همچنین در تیم ملی فوتبال زنان تایوان بازی کرده‌است.